# Fedora (chapéu)

Desenho do fedora, neste caso tendo recebido uma guaribada na parte frontal, sendo puxado levemente para baixo

Fedora, também chamado Borsalino (vide seção abaixo), é um tipo de chapéu, ordinariamente em feltro, fabricado no formato do chapéu Panamá, e que fez grande sucesso no século XX, a partir dos anos 20, embora se diga que tenha sido inventado em meados da década anterior (algo que não é preciso).
Chapéus com a copa em formato de C, denominada de coroa (pois há uma depressão na parte central), também são comumente chamados fedora.

## Origem do nome
Fedora é um nome feminino russo, versão local para Teodora - e que foi tornado popular na peça teatral Fédora, de Victorien Sardou, feita para Sarah Bernhardt - e depois vertida em ópera por Umberto Giordano, em 1898 - grande sucesso no começo do século XX, tendo Enrico Caruso no papel de amante da personagem-título. Embora não haja ligação aparente entre o chapéu e a peça, o nome foi popularizado por esta.

## Borsalino
A fábrica italiana de chapéus e acessórios masculinos Borsalino reivindica a criação do modelo de chapéu, que era produzido em feltro, cuja matéria-prima era pêlo de coelho. Em alguns países, como a França (vide os interwikis, ao lado) e até mesmo no Brasil, o fedora é comumente chamado borsalino.
No Reino Unido, o chapéu fedora é também chamado de trilby.

## O fedora no cinema

Michael Jackson utilizando o chapéu no videoclipe Smooth Criminal

Os filmes de Hollywood dos anos 40 comumente tinham actores que usavam semelhante qualidade de chapéu, como Humphrey Bogart em Casablanca ou em O Falcão Maltês, além de identificar o estereótipo de gângsteres e detectives.
No filme Moonwalker (1988) de Michael Jackson, Jackson usa um fedora branco no clipe da trilha sonora do filme Smooth Criminal e um fedora preto na maioria das cenas.
Esse chapéu aparece também em dois filmes franceses, chamados Borsalino (1970), com Jean-Paul Belmondo e Alain Delon, e Borsalino & Cia (1974), com Alain Delon, ambos dirigidos por Jacques Déray, cuja ação se passa em Marselha em 1930 e 1934, respectivamente.
É também o chapéu utilizado nas séries dos filmes A Hora do Pesadelo com Robert Englund.

## Usuários - Pessoas
- Adolf Hitler, político alemão
- Al Capone, mafioso norte-americano
- Alain Delon, actor francês

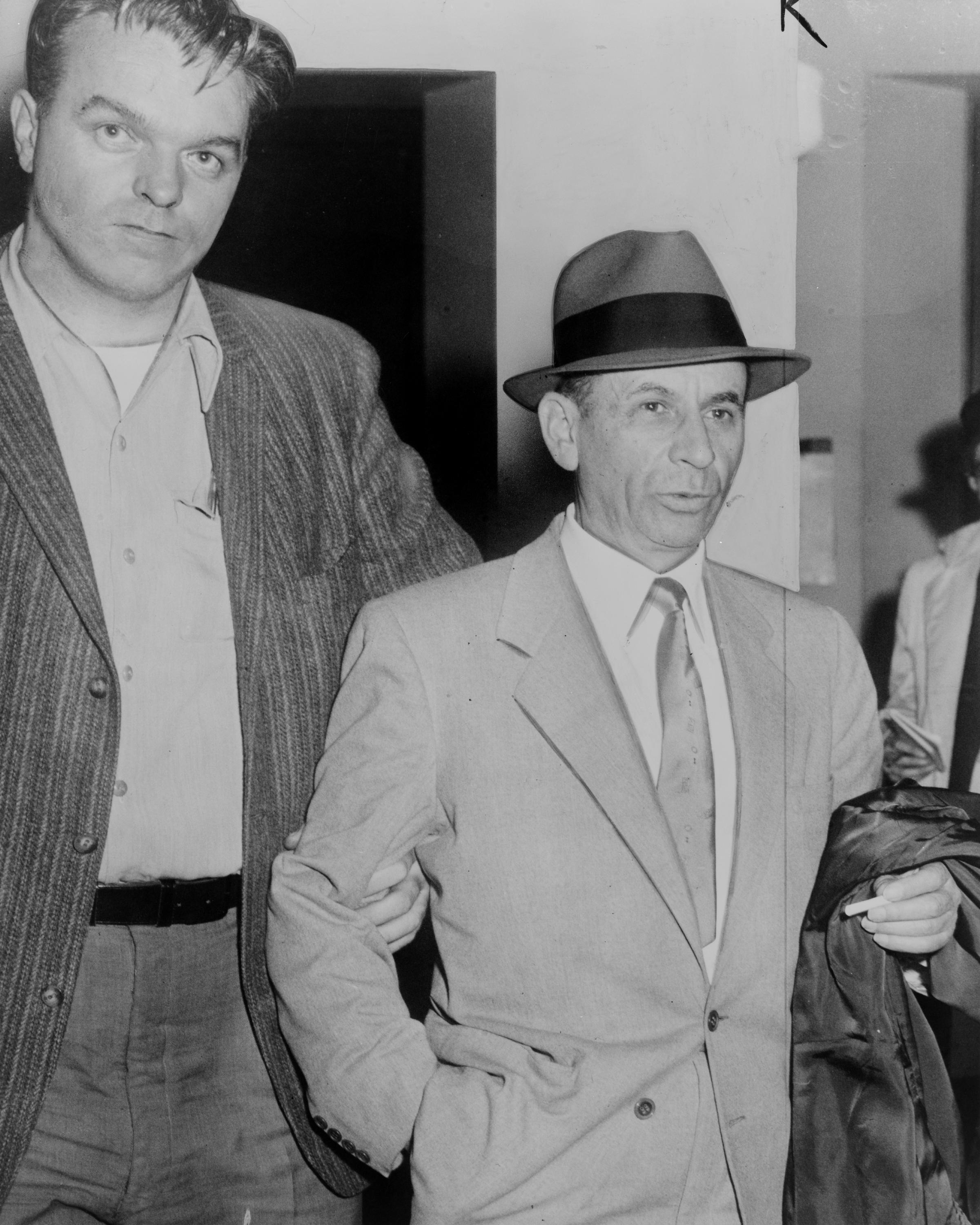
O mafioso Meyer Lansky usando chapéu fedora ou Borsalino.

- Anthony Quinn, actor norte-americano
- Benito Mussolini, político italiano
- Britney Spears, cantora pop norte-americano
- Bruno Mars, cantor e compositor norte-americano
- Ernest Hemingway, escritor norte-americano
- Franklin Delano Roosevelt, presidente norte-americano
- Frank Sinatra, cantor e actor norte-americano
- Federico Fellini, cineasta italiano
- Fred Astaire, actor e dançarino norte-americano
- Gabriele d'Annunzio, poeta italiano
- Gary Cooper, actor norte-americano
- Giovanni Agnelli, empresário italiano
- Giuseppe Verdi, compositor italiano
- Hirohito, imperador japonês
- Humphrey Bogart, actor norte-americano
- John Belushi, actor norte-americano
- Johnny Depp, actor norte-americano
- Justin Timberlake, cantor pop, compositor, actor, produtor e dançarino norte-americano
- Meyer Lansky, mafioso norte-americano
- Michael Jackson, cantor pop e arranjador vocal norte-americano
- Mustafa Kemal Atatürk, presidente turco
- Ne-Yo, cantor, compositor, ator, produtor e dançarino norte-americano
- Orson Welles, cineasta norte-americano
- Pancho Villa, general mexicano
- Patrick Stump, vocalista da banda Fall Out Boy
- Robert Oppenheimer, físico norte-americano, dirigiu o Projeto Manhattan que criaria a bomba atômica
- Robert Redford, actor norte-americano
- Süleyman Demirel, presidente turco
- Synyster Gates, guitarrista da banda Avenged Sevenfold
- Vittorio Gassman, actor italiano
- Warren Beatty, actor norte-americano
- Yul Brynner, actor norte-americano

## Utilizadores - Personagens
O fedora é usado, em combinação com o sobretudo e luvas, principalmente por super-heróis sem poderes, vingadores encapuçados que patrulham a noite, vivendo histórias de detectives.
- Questão, super-herói, DC Comics
- Sandman/Wesley Dodds, super-herói, DC Comics
- Rorschach (Watchmen), personagem da série Watchmen, DC Comics
- Dick Tracy
- Indiana Jones
- Os Observadores, personagens da série Fringe
- Perry, o Ornitorrinco, personagem da série Phineas e Ferb
- Freddy Krueger, personagem do filme A Hora do Pesadelo
- Neal Caffrey, protagonista da série White Collar
- Borsalino Kizaru, Almirante da Marinha em One Piece
- Raymond Reddington, personagem da série The Blacklist